# جرمی هیسمن
جرمی هیسمن (انگلیسی: Jérémy Huysman؛ زادهٔ ۸ نوامبر ۱۹۸۸) بازیکن فوتبال اهل فرانسه است.